# 1978 na arte

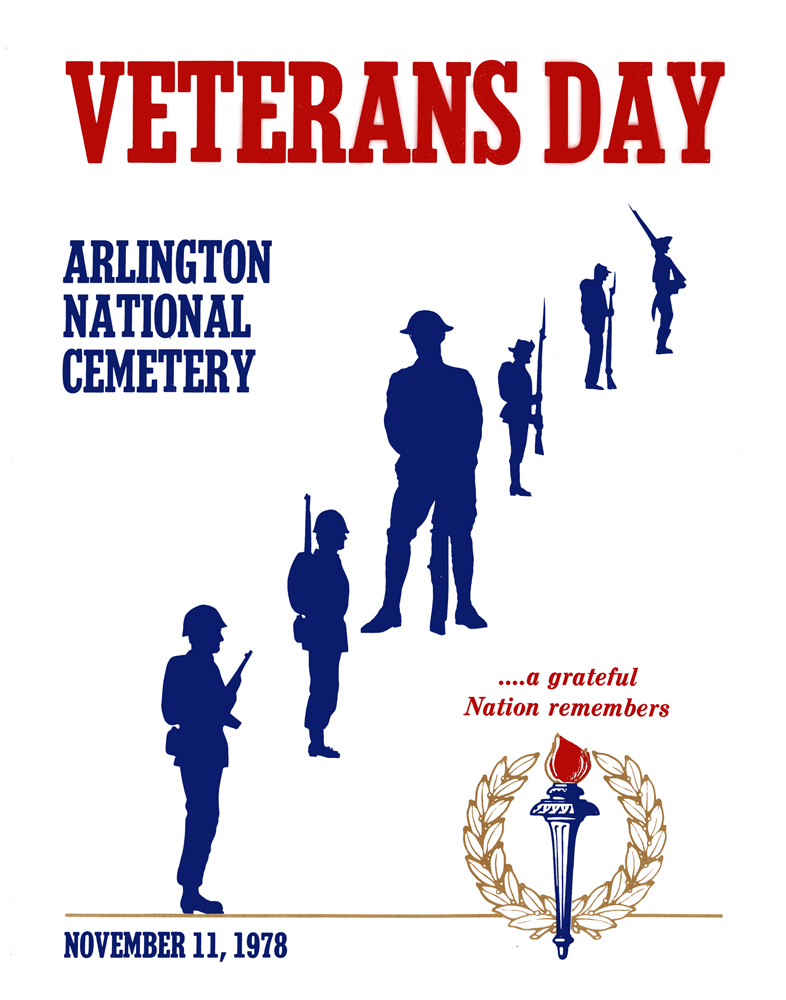
Pôster do Dia dos Veteranos de 1978

## Eventos
- Fundação da Bienal de Cerveira em Bienal de Cerveira, Portugal.
- Criação da Fundação Cultural Ema Gordon Klabin em São Paulo, Brasil.

## Nascimentos
|-
| 21 de Maio || Lisette Morelos || Atriz||  México

## Mortes
| Data           | Nome                | Profissão                       | Nacionalidade                              | Observações | Ref |
| -------------- | ------------------- | ------------------------------- | ------------------------------------------ | ----------- | --- |
| 3 de abril     | Otacílio de Azevedo | pintor, desenhista e poeta      | Brasil                                     | n. 1896     |     |
| 11 de agosto   | Yoshiya Takaoka     | pintor e desenhista e professor | Japão                                      | n. 1909     |     |
| 23 de agosto   | Yolanda Mohalyi     | pintora e desenhista            | Hungria / Brasil                           | n. 1909     |     |
| 8 de novembro  | Norman Rockwell     | pintor e ilustrador             | Estados Unidos                             | n. 1894     |     |
| 20 de novembro | Giorgio de Chirico  | pintor                          | Grécia                                     | n. 1888     |     |
| 3 de dezembro  | Ettore Federighi    | pintor                          | Brasil                                     | n. 1909     |     |
| ??             | António Areal       | artista plástico e pintor       | Portugal                                   | n. 1934     |     |
| ??             | António Soares      | ilustrador e pintor             | Reino Unido de Portugal, Brasil e Algarves | n. 1894     |     |

## Prémios
- Prémio Valmor e Municipal de Arquitectura 1978 - Fernando Silva[1].